# من الآلهة والرجال
من الآلهة والرجال هو فيلم من نوع تاريخي ‏ ودراما وحربي أُصدر في 18 مايو 2010. الفيلم من إنتاج فرنسا 3 وفرنسا 2، ومن توزيع لوكي ريد للتوزيع ‏، وهو من إخراج كزافييه بوفوا، أما السيناريو فكان من كتابة كزافييه بوفوا واتيان بيكانتو.

## القصة
تقع أحداث الفيلم في دير سيدة الأطلس ‏.

## طاقم التمثيل
- لامبرت ويلسون
- جاك هيرلين [الإنجليزية]‏
- فيليب لودنباك
- جان-ماري فرن  [لغات أخرى]‏
- عبد الحفيظ مطالسي
- عادل بن شريف
- فريد العربي  [لغات أخرى]‏
- ويك بيشون  [لغات أخرى]‏
- اوليفييه بيرييه
- أوليفر ريبوردين
- مايكل لونسديل
- سعيد الناصري
- خافير مالي  [لغات أخرى]‏
- صبرينا وزاني
- جوران كوستيك
- اربين بايراكتاراي

## وصلات خارجية
- من الآلهة والرجال على موقع IMDb (الإنجليزية)
- من الآلهة والرجال على موقع ميتاكريتيك (الإنجليزية)
- من الآلهة والرجال على موقع روتن توميتوز (الإنجليزية)
- من الآلهة والرجال على موقع نتفليكس (الإنجليزية)
- من الآلهة والرجال على موقع قاعدة بيانات الأفلام العربية
- من الآلهة والرجال على موقع ألو سيني (الفرنسية)
- من الآلهة والرجال على موقع Turner Classic Movies (الإنجليزية)
- من الآلهة والرجال على موقع أول موفي (الإنجليزية)
- من الآلهة والرجال على موقع بوكس أوفيس موجو (الإنجليزية)
- من الآلهة والرجال على موقع فيلمافينيتي (الإسبانية)